# El gat Silvestre
El gat Silvestre (Sylvester J. Pussycat, de nom complet en anglès) és un personatge de dibuixos animats dels estudis Warner Bros. que apareix a les sèries de curts d'animació Looney Tunes i Merrie Melodies i que ha guanyat tres Premis Oscar a millor curtmetratge animat. Silvestre és un gat de color negre i blanc, que té com a Nemesi a personatges com Tweety (amb qui més se'l relaciona) o Speedy González. El nom "Silvestre" és un joc de paraules amb el nom científic del gat salvatge, felis silvestris. Va rebre el seu nom definitivament quan Chuck Jones li va donar el nom de Sylvester, que es va utilitzar per primera vegada a la sèrie d'animació Scaredy Cat.
El personatge va aparèixer per primera vegada a un curtmetratge de Friz Freleng, Life With Feathers de 1945. Al curtmetratge de Freleng de 1947 Tweetie Pie va aparèixer per primera vegada junt a Tweety.Durant l'època daurada de l'animació americana Silvestre va aparèixer en 103 dibuixos animats només per darrere de les superestrelles Bugs Bunny, Porky Pig i Ànec Daffy. Tres dels seus dibuixos animats van guanyar premis de l'Acadèmia, el màxim per a qualsevol protagonitzat per un personatge de Looney Tunes: són Tweetie Pie, Speedy Gonzales i Birds Anonymous.